# Ranco (tỉnh)
Ranco là một tỉnh nằm ở vùng Los Ríos, Chile. Tỉnh này được đặt tên theo hồ Ranco chung bờ với các đô thị Futrono Lago Ranco. Hồ này do sông Bueno cấp nước. Tỉnh Ranco nằm chủ yếu trên lưu vực sông nay. Thủ phủ tỉnh là La Unión.

## Các đô thị
- Futrono
- Lago Ranco
- La Unión
- Río Bueno